# Natural Earth

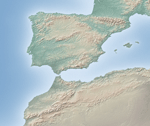
Образец карты, в Общественном достоянии.

Natural Earth — набор открытых (public domain) геоданных, доступных в масштабах 1:10 000 000 (1 см = 100 км), 1:50 000 000 и 1:110 000 000.
Данные представлены как в векторном формате Shapefile (береговые линии, границы разных административных уровней, реки и т. п.), так и виде сгенерированных растровых изображений (рельеф для физических карт).